# 多世界解釈
多世界解釈（たせかいかいしゃく、英: many-worlds interpretation; MWI）とは、量子力学の観測問題における解釈の一つである。この解釈では宇宙の波動関数を実在のものとみなし、波束の収縮が生じない。そのかわり重ね合わせ状態が干渉性を失うことで、異なる世界に分岐していくと考える。
プリンストン大学の大学院生であったヒュー・エヴェレット3世が1957年に提唱した定式を元に、デコヒーレンスなどの概念が追加されて成立した。

## 概要
量子力学において波動関数はシュレディンガー方程式に従い、決定論的な時間発展をする。標準解釈であるコペンハーゲン解釈では、観測により波動関数が収縮することで、確率的な結果が現れる。波動関数の収縮はシュレディンガー方程式には従わない。
一方で多世界解釈では、波動関数の収縮は起こらず、常にシュレディンガー方程式が成り立つと考える。シュレディンガー方程式の時間発展により多様な重ね合わせ状態が生じるが、多粒子の相互作用によって各状態は干渉性を喪失し（デコヒーレンス）、複数の世界に分岐していくと考える。
多世界解釈では波動関数を実在するものと捉え、したがって波動関数が示す重ね合わせ状態も異なる世界として実在すると考える。このように多世界解釈は実在主義の立場である一方で、コペンハーゲン解釈は観測されない背後の存在については語らず、観測結果を予測できればいいという実証主義である。
シュレディンガー方程式の時間発展を俯瞰する立場からすると、分岐する全ての世界の重ね合わせに相当する量子状態は初期状態から一意に決定されるので、多世界解釈は決定論である。一方で、重ね合わせ状態に対して測定を行うと、異なる測定結果が得られる世界に分岐するので、各世界の観測者にとっては非決定論的である。多世界解釈でのボルンの確率則の考え方にはいくつかの流儀がある。
多世界解釈は、宇宙全体が瞬時に分岐するというように非局所的に記述することもできるし、あるいは世界の分岐を光円錐の内部だけで進行する局所的な過程として記述することもできる。後者の考えに立てば、EPR思考実験で生じるような非局所性を排除できる。

## 歴史
従来の解釈では、量子力学はシュレディンガー方程式で記述される量子系と古典的な観測者に分かれる。エヴェレットは宇宙論への応用を考えるなら、観測者も含め宇宙全体に量子力学を適用しなくてはならず、宇宙全体を1つの波動関数で記述しなければいけないとした。エヴェレットは1957年にこう書いている。「コペンハーゲン解釈は絶望的に不完全だ」「それは古典物理学に先験的に頼っているからでもあり、巨視的世界に『実在』の概念をもたせておきながら、微視的宇宙にはそれをあてはめさせないという哲学的奇怪さのせいでもある」。
エヴェレットは1956年初めに博士論文の草稿を書き上げたが、世の中に受け入れやすくするため指導教官のジョン・ホイーラーの指示により、そこから大幅に内容とページ数が削減され、量子宇宙への応用に焦点が絞られた短縮版が1957年に博士論文として受理された。この論文は同年、Reviews of Modern Physics誌にも掲載された。
エヴェレットの理論はほとんど反響を呼ばず、その後10年間忘れ去られた。
エヴェレットは状態の収縮を否定したが、多世界の実在については論文でも公の場でも主張しておらず、実在性を信じていたかははっきりしない。
清水明は、状態の収縮（射影公準）は理論が実験と矛盾せずかつ内部矛盾のない体系になるために必要に迫られて導入されたものであり、ヒュー・エヴェレットの原論文には射影公準と等価な仮定がないのでユージン・ウィグナーの厳しい批判に遭った、と指摘している。
多世界という用語を作り、その実在を最初に明確に主張したのはブライス・ドウィットである。
ドウィットは1973年に『量子力学の多世界解釈』と題した論文集を出版し、そこにエヴェレットの短縮前の博士論文を掲載した。
1970年にハインツ・ディーター・ツェーによって提唱されたデコヒーレンスにより、世界の分岐の理論付けがされた。ツェーはその論文でエヴェレット解釈（の派生版）はデコヒーレンスの不可避な結果であると提唱した。
清水明は、現代多世界解釈は射影公準と等価なこと(デコヒーレンス)を仮定としていると指摘している。
その後、多世界解釈は特に量子重力理論、量子宇宙論で支持を集めた。これらはミクロの領域ではなく、時空の大局的振る舞いに関心があるためである。
21世紀に入るまでには多世界解釈はコペンハーゲン解釈に次ぐ人気を獲得するようになった。（専門分野を限定しない全領域の物理学者を対象とすると、コペンハーゲン解釈が圧倒的に支持されている）

## ヒュー・エヴェレットの原論文
ヒュー・エヴェレットは、量子もつれと一貫した歴史を前提とした、射影仮説のない量子論の新しい定式化を試みた。
エヴェレット自身はその論文中でエヴェレットが提唱した理論は決定論的であると述べている。
論文によれば、量子もつれにより相関した多数の分枝を相対状態として波動関数に記述しており、それらの分枝同士はお互いに干渉できないまま常に並存している。
観測者のうちのひとつの分枝の主観では、それと相関した分枝のみが観測可能な世界であって、相関していない他の分枝は観測できない。

## 高次の理論への適用
量子力学を拡張した場の量子論においても多世界解釈は同様に成立する。まだ未完成であるが量子重力理論に対しても多世界解釈が用いられている。ショーン・キャロル（en）は、量子重力の問題に取り組んでいる多くの物理学者は意識していないが暗黙のうちに多世界理論を使っていると述べている。スティーブン・シェンカーは「私の知っているひも理論や量子宇宙論の研究者は大抵、エヴェレット式の考えに沿って思考している」と語った。
2011年に野村泰紀、ラファエル・ブッソ、レオナルド・サスキンドは、宇宙論的なマルチバースと、量子力学の多世界は同等なものであり、同じ現象の別の側面だという説を発表した。

## 批判
清水明は、多世界解釈や無矛盾歴史解釈では干渉項が消えることが大前提になっているが、デコヒーレンスでは干渉項が完全に消えることを示せていない大問題が残っていると指摘している。
多世界解釈に対するよくある批判は、世界の分岐についてであり、観測できない多数の世界を考えること自体が論理の無駄だというものである。その立場からすると、無数の世界が存在することは「存在論的な浪費」であり、多世界解釈による状態の収縮の排除は、それに見合うものではない。
宇宙論研究者のジョージ・エリスとジョセフ・シルクは、量子力学の多世界理論はマルチバースやひも理論と同様に反証可能性がないとし、ヒルベルトの「無限は数学において必須であるが、物質的世界にはあり得ない」という警鐘を引用している。一方でデイヴィッド・ドイッチュは、多世界解釈を実験的に検証できると主張している。
量子ベイズ主義を支持する物理学者のクリストファー・フックスによれば、多世界解釈は完全に無内容であり、世界の仕組みに関する洞察が得られないと言う。フックスは、見られることで宇宙が変化するのは、新世界が創造されているからではなく、観察には周囲の環境との相互作用が必要だからだと主張する。
重力による波束収縮説（en）を提唱するロジャー・ペンローズは、多世界という説が重力を考慮せず、単純すぎる量子力学の解釈に基づいているため、欠陥があると主張する。ペンローズは「重力が絡むと規則が変わる。重力は現実を固定するので、どんな出来事であろうと一つの結末のみ可能だ」と述べる。電子と原子と分子などは極めて小さいが故に、その重力、つまり重複した状態を維持するのに必要となるエネルギー量は、ほぼ無視できる。標準的量子論にあるように、永遠にその状態を維持する事ができる。一方、大きな物体の場合は、大きな重力場が形成されることが原因で重複状態は一瞬で消えてしまうとペンローズは解説する
。

## 類似の解釈
- 無矛盾歴史解釈（"一貫した歴史"解釈）は、状態の収縮を否定し、観測者が存在しない場合にも適用できるという点で多世界解釈に似ているが、実現するのは1つの世界だけである[34][35]。

- 多精神解釈（英語版）はエヴェレットの相対状態形式に対して多世界解釈とは異なる解釈をしたもので、物心二元論をとり、心が無限分割すると考える[36]。

## SFへの影響
エヴェレットの多世界解釈の考え方はSFに多用されてきた。
1976年にSF誌『アナログ』がエヴェレットの理論を取り上げ、世に知られるようになる。デイヴィッド・ドイッチュは1985年平行世界の考えを使って計算する量子コンピュータを提唱した。ただ、量子コンピュータの原理は現在では量子力学の別の解釈でも説明可能でもある。ジェイムズ・P・ホーガンのSF小説『量子宇宙干渉機』もエヴェレットの多世界解釈で量子コンピュータを扱った作品である。
量子力学の多世界解釈は、平行世界への移動や干渉ができないため、それらが登場する作品は通常、量子力学と関連の薄いパラレルワールド作品である。